# Ascanio (ópera)
Ascanio es una grand opéra en cinco actos y siete escenas con música de Camille Saint-Saëns y libreto en francés de Louis Gallet, basado en la obra de 1852 Benvenuto Cellini por el dramaturgo francés Paul Meurice que a su vez se basaba en la novela histórica de 1843 de Alejandro Dumas (padre). El nombre se cambió a Ascanio para evitar que se confundiera con la ópera de Berlioz Benvenuto Cellini. Se estrenó el 21 de marzo de 1890 en París.

## Personajes
| Personaje             | Tesitura   | Reparto del estreno, 21 de marzo de 1890 |
| --------------------- | ---------- | ---------------------------------------- |
| Benvenuto Cellini     | barítono   | Jean-Louis Lasalle                       |
| Ascanio               | tenor      | Émile Cossira                            |
| Francisco I           | bajo       | Paul-Henry Plançon                       |
| Carlos V              | bajo       | Eugène Bataille                          |
| Duchesse d'Étampes    | soprano    | Ada Adini                                |
| Scozzone              | contralto  | Rosa Bosman                              |
| D'Estourville         | tenor      | Gallois                                  |
| Colombe d'Estourville | soprano    | Emma Eames                               |
| D'Orbec               | tenor      | Tequi                                    |
| Pagolo                | bajo       | Crépeaux                                 |
| Un mendigo            | barítono   | Jean Martapoura                          |
| Ursulina              | soprano    | Nastorg                                  |
| Lady Périne           | papel mudo |                                          |